# Notommata veroleti
Notommata veroleti is een raderdiertjessoort uit de familie Notommatidae. De wetenschappelijke naam van deze soort is voor het eerst geldig gepubliceerd in 2006 door Pourriot.